# Cantone di Coteau de Chalosse
Il Cantone di Coteau de Chalosse è una divisione amministrativa dell'Arrondissement di Dax.
È stato costituito a seguito della riforma approvata con decreto del 18 febbraio 2014, che ha avuto attuazione dopo le elezioni dipartimentali del 2015.

## Composizione
Comprende i 50 comuni di:
- Amou
- Argelos
- Arsague
- Baigts
- Bassercles
- Bastennes
- Bergouey
- Beyries
- Bonnegarde
- Brassempouy
- Cassen
- Castaignos-Souslens
- Castelnau-Chalosse
- Castel-Sarrazin
- Caupenne
- Clermont
- Doazit
- Donzacq
- Gamarde-les-Bains
- Garrey
- Gaujacq
- Gibret
- Goos
- Gousse
- Hauriet
- Hinx-sur-l'Adour
- Lahosse
- Larbey
- Laurède
- Louer
- Lourquen
- Marpaps
- Maylis
- Montfort-en-Chalosse
- Mugron
- Nassiet
- Nerbis
- Nousse
- Onard
- Ozourt
- Pomarez
- Poyanne
- Poyartin
- Préchacq-les-Bains
- Saint-Aubin
- Saint-Geours-d'Auribat
- Saint-Jean-de-Lier
- Sort-en-Chalosse
- Toulouzette
- Vicq-d'Auribat